# Вьюг
Вьюг — река в России, протекает в Гаврилов-Ямском районе Ярославской области. Устье реки находится в 16 км по правому берегу реки Лахость от её устья; у посёлка Дедово. Длина реки составляет 16 км, площадь бассейна — 42,7 км². Протекает с востока на запад по лесу, в верхнем течение пересыхающая. Сельские населённые пункты у речки: Юцкое, Милочево, Овсяниково, Дедово.

## Данные водного реестра
По данным государственного водного реестра России относится к Верхневолжскому бассейновому округу, водохозяйственный участок реки — Волга от Рыбинского гидроузла до города Кострома, без реки Кострома от истока до водомерного поста у деревни Исады, речной подбассейн реки — Волга ниже Рыбинского водохранилища до впадения Оки. Речной бассейн реки — (Верхняя) Волга до Куйбышевского водохранилища (без бассейна Оки).
Код объекта в государственном водном реестре — 08010300212110000011023.